# Oxycera germanica
Oxycera germanica är en tvåvingeart som först beskrevs av Szilady 1932.  Oxycera germanica ingår i släktet Oxycera och familjen vapenflugor. Inga underarter finns listade i Catalogue of Life.